# Chavanat

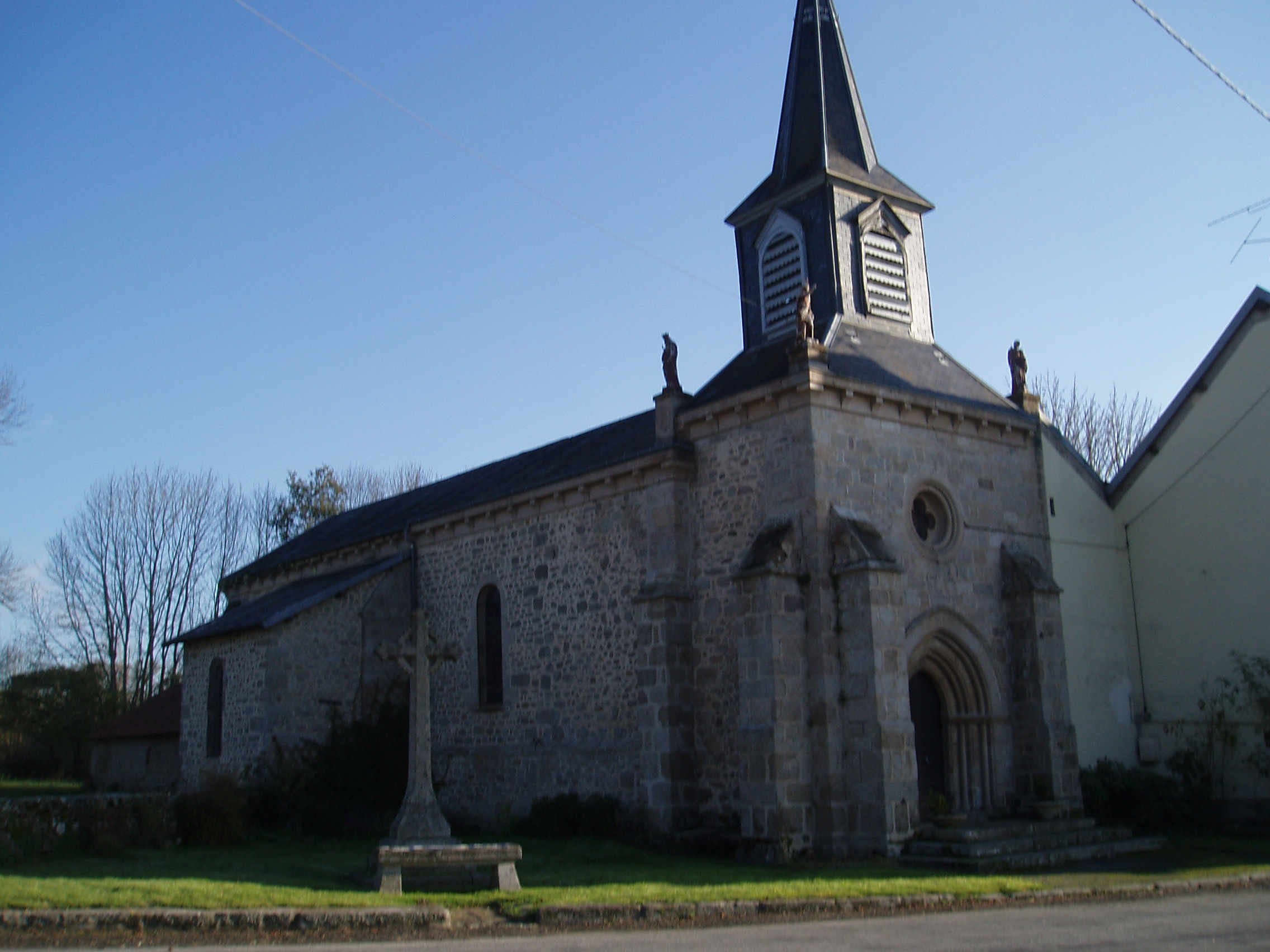
Kościół w Chavanat (2006)

Chavanat – miejscowość i gmina we Francji, w regionie Nowa Akwitania, w departamencie Creuse.
Według danych na rok 1990 gminę zamieszkiwały 144 osoby, a gęstość zaludnienia wynosiła 11 osób/km² (wśród 747 gmin Limousin Chavanat plasuje się na 477. miejscu pod względem liczby ludności, natomiast pod względem powierzchni na miejscu 493.).

## Populacja

Populacja Chavanat w latach 1962–2008